# Tenuipalpus pyrusae
Tenuipalpus pyrusae är en spindeldjursart som beskrevs av Maninder och Ghai 1978. Tenuipalpus pyrusae ingår i släktet Tenuipalpus och familjen Tenuipalpidae. Inga underarter finns listade i Catalogue of Life.